# 罪と罰 (1983年の映画)
『罪と罰』（つみとばつ、原題：Rikos ja rangaistus）は、1983年のフィンランドのドラマ映画。アキ・カウリスマキ監督初の長編劇映画で、出演はマルック・トイッカとアイノ・セッポなど。ドストエフスキーの古典文学『罪と罰』を現代（映画公開当時）のフィンランドを舞台に翻案した作品で、ユッシ賞最優秀処女作品賞・最優秀脚本賞を受賞している。
VHS&DVD邦題は『罪と罰 白夜のラスコーリニコフ』。

## ストーリー
かつては法学生、現在は食肉処理場で働くラヒカイネン（マルック・トイッカ）は、実業家ホンカネン（ペンティ・アウエル）を射殺する。居合わせたエヴァ（アイノ・セッポ）に現場を目撃されるも、悪びれずに会話をかわして姿を消す。
ラヒカイネンはすぐに捜査線上に浮かび上がり、ペンナネン刑事（エスコ・ニッカリ）は目撃者エヴァの様子からも彼が犯人と確信するが、なかなか証拠をつかめない。